# Hercostomus femoratus
Hercostomus femoratus är en tvåvingeart som beskrevs av Santos Abreu 1929. Hercostomus femoratus ingår i släktet Hercostomus och familjen styltflugor.
Artens utbredningsområde är Kanarieöarna. Inga underarter finns listade i Catalogue of Life.